# كويزي شمالي
كويزي شمالي (الاسم العلمي: Cantharellus borealis) هو نوع من الفطريات يتبع جنس الكويزي من فصيلة الكويزية.